# Mount Coonowrin
Der Mount Coonowrin, auch Crookneck genannt, ist einer der zwölf vulkanischen Berge der Glass House Mountains in Queensland in Australien. Der Berg liegt 19 Kilometer nördlich von Caboolture beziehungsweise eine Autofahrtstunde nördlich von Brisbane. Er besteht aus Rhyolith und ist leicht an seiner schlanken und spitzen Form zu erkennen.

## Traumzeit
Der Bergname stammt von den Aborigines der Dungidau: kunna bedeutet Genick und warang krumm. Die Berge der Glass Hause Mountains sind Gegenstand von Traumzeitgeschichten der Aborigines; darin ist der Mount Coonowrin der Sohn von Mount Tibrogargan und der Mutter Mount Beerwah. Während eines heftigen Sturms befahl Tibrigargan seinem Sohn Coonowrin, die Mutter Beerwah und seine Geschwister in Sicherheit bringen. Aus Angst vor dem Sturm half er ihnen jedoch nicht, sondern rannte davon. Daraufhin brach ihm sein Vater Tibrogargan mit einem Schlag das Genick. Aus Scham vor der Feigheit seines Sohns hat Tibrigargan ihm bis heute den Rücken zugewandt.

## Bergsteigen
Der Mount Coonowrin hat eine lange Bergsteigergeschichte vorzuweisen. Allerdings ist das Besteigen seit 1999 verboten, weil dies die Stabilität gefährdet.